# 长序三宝木
长序三宝木（学名：Trigonostemon howii）是大戟科三宝木属的植物，为中国的特有植物。分布在中国大陆的海南等地，多生长于密林中，目前尚未由人工引种栽培。